# 群馬県道257号根利八木原大間々線

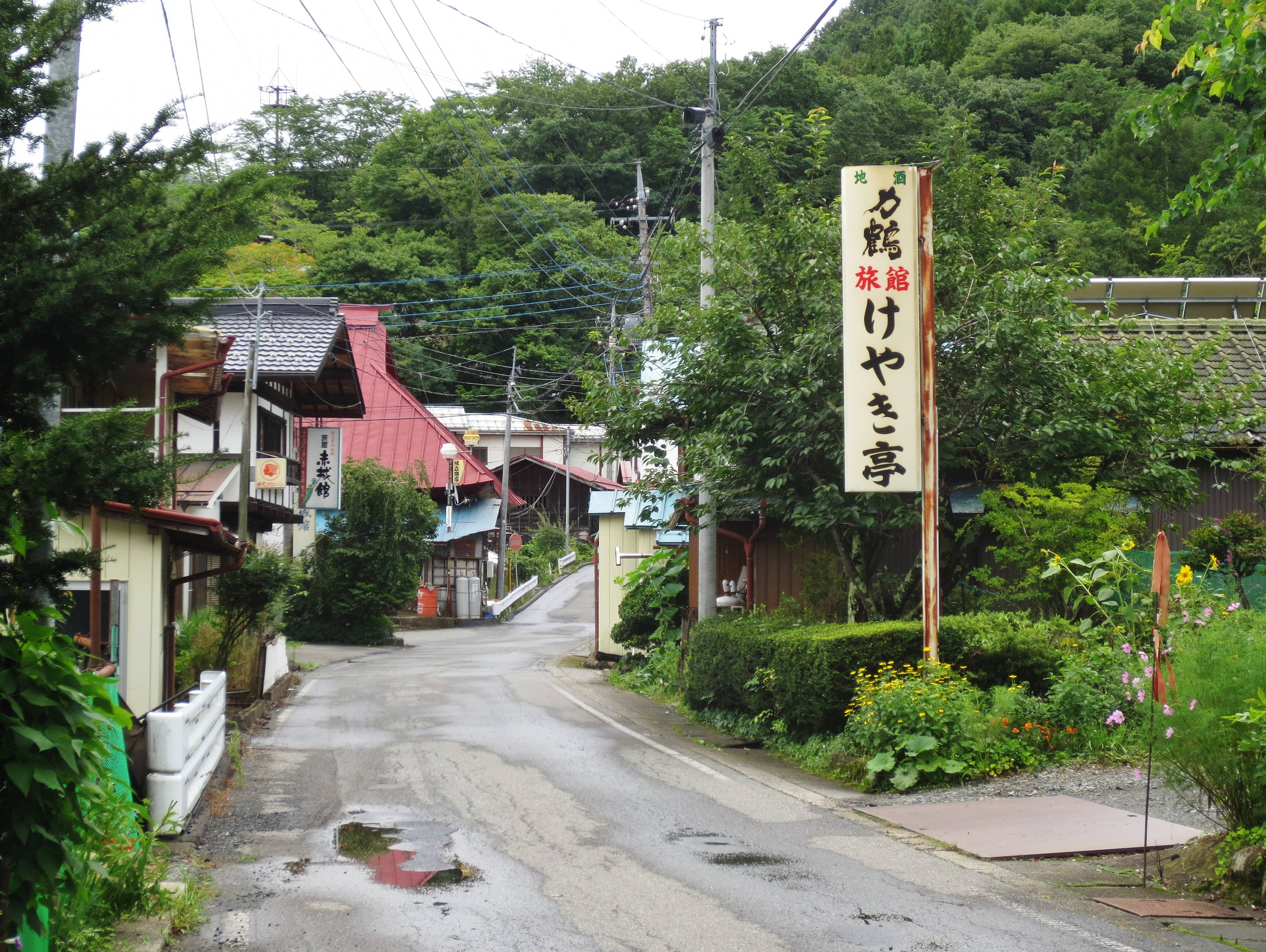
沼田市利根町根利

群馬県道257号根利八木原大間々線（ぐんまけんどう 257ごう ねりやぎはらおおまません）は、群馬県沼田市利根町根利から桐生市黒保根町八木原を経てみどり市大間々町桐原までを結ぶ県道である。

## 路線データ
- 起点：沼田市利根町根利字モナ沢768番[注釈 1]
- 終点：みどり市大間々町桐原（上桐原交差点）[要出典][注釈 2]
- 重要な経過地：勢多郡黒保根村[注釈 3]
- 未開通区間：沼田市利根町根利 - 桐生市黒保根町上田沢

## 歴史
- 1959年（昭和34年）9月18日：群馬県より現・道路法に基づき、県道根利八木原大間々線（利根郡利根村大字根利 - 勢多郡黒保根村 - 山田郡大間々町、整理番号44）が路線認定される[1]。
  - 同時に、前身路線にあたる県道根利大間々線（利根郡利根村大字根利 - 山田郡大間々町、整理番号19）が路線廃止される[2]。

## 重複区間
- 国道122号（桐生市黒保根町水沼〈水沼交差点〉 - 同）

## 地理

### 通過する自治体
- 群馬県
  - 沼田市
  - （未開通区間）
  - 桐生市
  - みどり市

### 交差する道路
- 群馬県道62号沼田大間々線 - 沼田市利根町根利（起点）
- （未開通区間）
- 国道122号 - 桐生市黒保根町水沼（重複区間）
- 群馬県道334号小平塩原線 - みどり市大間々町塩原
- 国道122号 - みどり市大間々町桐原（上桐原交差点、終点）

### 周辺
- 林野庁森林技術総合研修所林業機械化センター
- 東毛酪農業協同組合根利牧場
- わたらせ森林組合きのこセンター
- 桐生市立黒保根小学校
- 桐生市立黒保根中学校
- 桐生市役所黒保根支所